# Ящук, Владимир Иванович
Владимир Иванович Ящук (1 декабря 1951, с. Надчицы Ровненской области) — украинский журналист, редактор, краевед и поэт, педагог.

## Биография
Окончил Клеванскую среднюю школу № 2 вблизи Ровно и филологический факультет Ровенского педагогического института. С 1973 года — в прессе (Дубровица, Радивилов, Ровно). Проходил военную службу на ракетной базе вблизи Москвы. С 1994 г. — заместитель редактора, в 2005—2006 годах и 2011 г. — редактор Радивиловской районной газеты. Сотрудничает с областными печатными и всеукраинскими Интернет-изданиями. Также преподавал краеведение (в Радивиловском общеобразовательном лицее, 1999—2013).

## Творчество
Автор краеведческих книг «Радивилів. Краєзнавчі матеріали» (2004), «Радивилів у перегуках віків» (2014), «Володимир Варфалюк: З людьми і для людей» (2015), многочисленных публикаций на краеведческую тематику в сборниках, альманахах, газетах. С произведениями печатается в журнале «Погорина». Переводчик стихов русских поэтов. редактор, составитель, член областной редколлегии серии книг «Реабилитированные историей» (Ровно). Составитель литературных альманахов общеобразовательного лицея, тиражировались ежегодно в 2002—2012 годах.
Почётный член Национального союза краеведов. Лауреат региональной краеведческой премии «За возрождение Волыни». Член Национального союза журналистов Украины. Награждён Дипломом её секретариата.
Сборники стихов «Слова» (2014), «Межа», «Рубаи», «Солнечные клавиры» и др., фотоальбом «Лычаковское кладбище: случайный взгляд».